# 15007 Edoardopozio
15007 Edoardopozio eller NA är en asteroid i huvudbältet som upptäcktes den 5 juli 1998 av den italienske astronomen Vincenzo Silvano Casulli vid Colleverde-observatoriet. Den är uppkallad efter Edoardo Pozio.
Asteroiden har en diameter på ungefär 6 kilometer.